# Aremburge d'Ancenis
Aremburge d'Ancenis (Xe siècle) est une noble bretonne. Duchesse de Bretagne par son mariage avec Guérech, duc de Bretagne et comte de Nantes. 

## Fondatrice d'Ancenis
Selon le témoignage de la Chronique de Nantes: « Pendant que le comte Guérec était à la cour de Lothaire, roi de France, le château d'Ancenis fut construit par Aremburge, sa femme, qui avait un fils nommé Alain, lequel tant qu'il vécut le retint dans son domaine  ». Comme la visite du comte au roi de France est datée de 983 on peut retenir  cette date come celle de la fondation du château d'Ancenis. Les titulaires de la baronnie d'Ancenis qui apparaissent ensuite Alfrit Ier et son épouse Odeline leur fils putatif Alfrit II et son épouse Origone, portent comme Aremburge elle-même des noms d'origines germaniques et lui sont peut être apparentés

## Descendance
- Alain de Bretagne (v.981-990) : Duc de Bretagne et comte de Nantes. Mourut a priori de maladie en 990. Sa disparition permet à Conan le Tort de se proclamer duc de Bretagne[2].

## Liens annexes
- Guérech de Bretagne
- Liste des épouses des rois et ducs de Bretagne
- Liste des seigneurs d'Ancenis